# Copa de la CEI 1998
La Copa de la CEI 1998 es la sexta edición de este torneo de fútbol a nivel de clubes organizado por la Unión de Fútbol de Rusia y que contó con la participación de 16 equipos pertenecientes a los países que formaban la Unión Soviética.
El FC Dynamo Kiev de Ucrania venció al FC Spartak de Moscú de Rusia en la final jugada en Moscú para ser campeón del torneo por tercer año consecutivo.

## Participantes
| Equipo                 | Clasificación                                                       | Apariciones |
| ---------------------- | ------------------------------------------------------------------- | ----------- |
| Spartak Moscú          | Campeón de la 1997 Russian Top League                               | 5           |
| Dynamo Kiev            | Campeón de la 1996–97 Vyshcha Liha                                  | 3           |
| Dinamo Minsk           | Campeón de la 1997 Belarusian Premier League                        | 4           |
| Kareda Šiauliai        | Campeón de la 1996–97 A Lyga                                        | 2           |
| Skonto Riga            | Campeón de la 1997 Latvian Higher League                            | 6           |
| Tulevik Viljandi       | 3º lugar de la 1997–98 Meistriliiga tras la pausa invernal          | 1           |
| Constructorul Chișinău | Campeón de la 1996–97 Moldovan National Division                    | 1           |
| Dinamo Tbilisi         | Campeón de la 1996–97 Umaglesi Liga                                 | 6           |
| Kapaz Ganja            | Líder de la 1997–98 Azerbaijan Top League tras la pausa invernal    | 2           |
| Yerevan                | Campeón de la 1997 Armenian Premier League                          | 1           |
| Irtysh Pavlodar        | Campeón de la 1997 Kazakhstan Premier League                        | 2           |
| MHSK Tashkent          | Campeón de la 1997 Uzbek League                                     | 1           |
| Vakhsh Qurghonteppa    | Campeón de la 1997 Tajik League                                     | 1           |
| Dinamo Bishkek         | Campeón de la 1997 Kyrgyzstan League                                | 1           |
| Köpetdag Aşgabat       | Líder de la 1997–98 Ýokary Liga tras la pausa invernal              | 6           |
| Rusia                  | Equipo no oficial, no es elegible para avanzar de la fase de grupos | 4           |

## Fase de grupos

### Grupo A
| Equipo              | J | G | E | P | GF | GC | GD  | Pts |
| ------------------- | - | - | - | - | -- | -- | --- | --- |
| Spartak Moscú       | 3 | 3 | 0 | 0 | 30 | 2  | +28 | 9   |
| Dinamo Minsk        | 3 | 2 | 0 | 1 | 7  | 9  | -2  | 6   |
| Yerevan             | 3 | 1 | 0 | 2 | 7  | 5  | +2  | 3   |
| Vakhsh Qurghonteppa | 3 | 0 | 0 | 3 | 1  | 29 | -28 | 0   |

| 24 de enero de 1998 | Vakhsh Qurghonteppa | 0 – 6 | Yerevan                                                                  | Spartak Manege, Moscú                                    |                                                          |
|                     |                     |       | Sahakyan 14' 19' · R.Grigoryan 28' 49' · Ter-Petrosyan 39' · Yesayan 65' | Asistencia: 300 espectadores Árbitro(s): Andrei Iacovlev | Asistencia: 300 espectadores Árbitro(s): Andrei Iacovlev |

| 24 de enero de 1998 | Spartak Moscú                                                                                    | 8 – 1 | Dinamo Minsk     | CSKA Palace of Sports, Moscú                               |                                                            |
|                     | Kanishchev 17' 29' 65' 85' · Gorlukovich 22' · Romaschenko 38' (pen.) · Kechinov 57' · Titov 69' |       | Podrez 9' (pen.) | Asistencia: 4,500 espectadores Árbitro(s): Slavik Kazaryan | Asistencia: 4,500 espectadores Árbitro(s): Slavik Kazaryan |

| 25 de enero de 1998 | Yerevan | 0 – 2 | Dinamo Minsk                    | Spartak Manege, Moscú                                       |                                                             |
|                     |         |       | Osipovich 80' · Charnyawski 89' | Asistencia: 700 espectadores Árbitro(s): Kurmanbek Ordabaev | Asistencia: 700 espectadores Árbitro(s): Kurmanbek Ordabaev |

| 25 de enero de 1998 | Spartak Moscú | 19 – 0 | Vakhsh Qurghonteppa | CSKA Palace of Sports, Moscú                              |                                                           |
|                     | Kanishchev 9' 12' 13' 45' · Shirko 22' 30' · Titov 30' 73' · Tikhonov 32' · Romaschenko 42' · Alenichev 43' · Kechinov 50' 56' 74' · Robson 61' 71' 75' 76' 87' |        |                     | Asistencia: 4,090 espectadores Árbitro(s): Oleg Timofejev | Asistencia: 4,090 espectadores Árbitro(s): Oleg Timofejev |

| 27 de enero de 1998 | Dinamo Minsk                         | 4 – 1 | Vakhsh Qurghonteppa | Spartak Manege, Moscú                                    |                                                          |
|                     | Podrez 62' 72' · Charnyawski 83' 85' |       | R.Galiakbarov 73'   | Asistencia: 150 espectadores Árbitro(s): Andrei Iacovlev | Asistencia: 150 espectadores Árbitro(s): Andrei Iacovlev |

| 27 de enero de 1998 | Yerevan        | 1 – 3 | Spartak Moscú                    | CSKA Palace of Sports, Moscú                             |                                                          |
|                     | Karapetyan 80' |       | Kechinov 55' 88' · Melyoshin 90' | Asistencia: 4,500 espectadores Árbitro(s): Romāns Lajuks | Asistencia: 4,500 espectadores Árbitro(s): Romāns Lajuks |

### Grupo B

#### Tabla No Oficial
| Equipo                 | J | G | E | P | GF | GC | GD | Pts |
| ---------------------- | - | - | - | - | -- | -- | -- | --- |
| Köpetdag Aşgabat       | 3 | 2 | 1 | 0 | 5  | 0  | +5 | 7   |
| Rusia                  | 3 | 1 | 2 | 0 | 2  | 0  | +2 | 5   |
| Kareda Šiauliai        | 3 | 1 | 1 | 1 | 3  | 3  | 0  | 4   |
| Constructorul Chișinău | 3 | 0 | 0 | 3 | 1  | 8  | -7 | 0   |

#### Tabla Oficial
| Equipo                 | J | G | E | P | GF | GC | GD | Pts |
| ---------------------- | - | - | - | - | -- | -- | -- | --- |
| Köpetdag Aşgabat       | 2 | 2 | 0 | 0 | 5  | 0  | +5 | 6   |
| Kareda Šiauliai        | 2 | 1 | 0 | 1 | 3  | 3  | 0  | 3   |
| Constructorul Chișinău | 2 | 0 | 0 | 2 | 1  | 6  | -5 | 0   |

| 24 de enero de 1998 | Rusia                     | 2 – 0 | Constructorul Chișinău | CSKA Palace of Sports, Moscú                             |                                                          |
|                     | Krivov 35' · Bakharev 66' |       |                        | Asistencia: 1,500 espectadores Árbitro(s): Romāns Lajuks | Asistencia: 1,500 espectadores Árbitro(s): Romāns Lajuks |

| 24 de enero de 1998 | Köpetdag Aşgabat               | 2 – 0 | Kareda Šiauliai | Spartak Manege, Moscú                                   |                                                         |
|                     | Annadurdiyew 17' · Kulyýew 85' |       |                 | Asistencia: 350 espectadores Árbitro(s): Andrei Butenko | Asistencia: 350 espectadores Árbitro(s): Andrei Butenko |

| 25 de enero de 1998 | Köpetdag Aşgabat | 0 – 0 | Rusia | CSKA Palace of Sports, Moscú                             |  |
|                     |                  |       |       | Asistencia: 800 espectadores Árbitro(s): Serhiy Tatulian |  |

| 25 de enero de 1998 | Constructorul Chișinău | 1 – 3 | Kareda Šiauliai                          | Spartak Manege, Moscú                                    |                                                          |
|                     | Berezka 3'             |       | Gražiūnas 8' · Dančenka 28' · Pocius 87' | Asistencia: 100 espectadores Árbitro(s): Khagani Mamedov | Asistencia: 100 espectadores Árbitro(s): Khagani Mamedov |

| 27 de enero de 1998 | Constructorul Chișinău | 0 – 3 | Köpetdag Aşgabat                                  | CSKA Palace of Sports, Moscú                             |                                                          |
|                     |                        |       | Annadurdiyew 3' · Ç.Muhadow 15' · Khachatryan 32' | Asistencia: 200 espectadores Árbitro(s): Slavik Kazaryan | Asistencia: 200 espectadores Árbitro(s): Slavik Kazaryan |

| 27 de enero de 1998 | Kareda Šiauliai | 0 – 0 | Rusia | Spartak Manege, Moscú                                    |  |
|                     |                 |       |       | Asistencia: 100 espectadores Árbitro(s): Viktor Kolpakov |  |

### Grupo С
| Equipo           | J | G | E | P | GF | GC | GD  | Pts |
| ---------------- | - | - | - | - | -- | -- | --- | --- |
| Dynamo Kiev      | 3 | 3 | 0 | 0 | 12 | 0  | +12 | 9   |
| Kapaz Ganja      | 3 | 1 | 1 | 1 | 5  | 9  | -4  | 4   |
| MHSK Tashkent    | 3 | 1 | 0 | 2 | 3  | 7  | -4  | 3   |
| Tulevik Viljandi | 3 | 0 | 1 | 2 | 3  | 7  | -4  | 1   |

| 24 de enero de 1998 | Kapaz Ganja           | 2 – 2 | Tulevik Viljandi                 | CSKA Palace of Sports, Moscú                              |                                                           |
|                     | Kvaratskhelia 13' 29' |       | Rajala 15' · O'Konnel-Bronin 69' | Asistencia: 1,000 espectadores Árbitro(s): Sergey Shmolik | Asistencia: 1,000 espectadores Árbitro(s): Sergey Shmolik |

| 24 de enero de 1998 | Dynamo Kiev                          | 3 – 0 | MHSK Tashkent | CSKA Palace of Sports, Moscú                                |                                                             |
|                     | Husin 44' · Kardash 45' · Rebrov 50' |       |               | Asistencia: 4,000 espectadores Árbitro(s): Sergei Khusainov | Asistencia: 4,000 espectadores Árbitro(s): Sergei Khusainov |

| 25 de enero de 1998 | Tulevik Viljandi    | 1 – 2 | MHSK Tashkent                    | Spartak Manege, Moscú                                    |                                                          |
|                     | O'Konnel-Bronin 84' |       | Usmankhojaev 8' · Ashurmatov 60' | Asistencia: 200 espectadores Árbitro(s): Viktor Kolpakov | Asistencia: 200 espectadores Árbitro(s): Viktor Kolpakov |

| 25 de enero de 1998 | Dynamo Kiev                                                             | 6 – 0 | Kapaz Ganja | CSKA Palace of Sports, Moscú                             |                                                          |
|                     | Byalkevich 42' · Shevchenko 48' 67' · Rebrov 55' 89' · Kalitvintsev 80' |       |             | Asistencia: 3,500 espectadores Árbitro(s): Romāns Lajuks | Asistencia: 3,500 espectadores Árbitro(s): Romāns Lajuks |

| 27 de enero de 1998 | MHSK Tashkent  | 1 – 3 | Kapaz Ganja                                 | Spartak Manege, Moscú                                    |                                                          |
|                     | Khabibullin 9' |       | Jabbarov 36' (pen.) 41' · Kvaratskhelia 56' | Asistencia: 350 espectadores Árbitro(s): Eldar Ramazanov | Asistencia: 350 espectadores Árbitro(s): Eldar Ramazanov |

| 27 de enero de 1998 | Tulevik Viljandi | 0 – 3 | Dynamo Kiev                        | CSKA Palace of Sports, Moscú                               |                                                            |
|                     |                  |       | Gerasimenko 21' 71' · Leonenko 83' | Asistencia: 3,000 espectadores Árbitro(s): Valentin Ivanov | Asistencia: 3,000 espectadores Árbitro(s): Valentin Ivanov |

### Grupo D
| Equipo          | J | G | E | P | GF | GC | GD  | Pts |
| --------------- | - | - | - | - | -- | -- | --- | --- |
| Skonto Riga     | 3 | 3 | 0 | 0 | 13 | 0  | +13 | 9   |
| Dinamo Tbilisi  | 3 | 2 | 0 | 1 | 10 | 4  | +6  | 6   |
| Irtysh Pavlodar | 3 | 1 | 0 | 2 | 6  | 8  | -2  | 3   |
| Dinamo Bishkek  | 3 | 0 | 0 | 3 | 2  | 19 | -17 | 0   |

| 24 de enero de 1998 | Skonto Riga                   | 3 – 0 | Irtysh Pavlodar | Spartak Manege, Moscú                                     |                                                           |
|                     | Miholaps 39' · Pahars 85' 89' |       |                 | Asistencia: 300 espectadores Árbitro(s): Tamaz Latsabidze | Asistencia: 300 espectadores Árbitro(s): Tamaz Latsabidze |

| 24 de enero de 1998 | Dinamo Bishkek | 0 – 7 | Dinamo Tbilisi                                                                                                   | Spartak Manege, Moscú                                   |                                                         |
|                     |                |       | Khomeriki 7' 23' · Ashvetia 20' · Gogoberishvili 45' · Sardarov 60' (a.g.) · Tsitaishvili 83' · Petriashvili 87' | Asistencia: 350 espectadores Árbitro(s): Rashid Aytekov | Asistencia: 350 espectadores Árbitro(s): Rashid Aytekov |

| 25 de enero de 1998 | Dinamo Tbilisi                                  | 3 – 2 | Irtysh Pavlodar              | CSKA Palace of Sports, Moscú                               |                                                            |
|                     | Ashvetia 18' · Khomeriki 28' · Petriashvili 75' |       | Kitsak 8' · Kucheryavykh 43' | Asistencia: 2,000 espectadores Árbitro(s): Valentin Ivanov | Asistencia: 2,000 espectadores Árbitro(s): Valentin Ivanov |

| 25 de enero de 1998 | Skonto Riga                                                                                                 | 8 – 0 | Dinamo Bishkek | Spartak Manege, Moscú                                  |                                                        |
|                     | Štolcers 22' (pen.) 62' · Bleidelis 25' · Miholaps 29' · Astafjevs 35' 86' · Pahars 40' · Rekhviashvili 71' |       |                | Asistencia: 100 espectadores Árbitro(s): Yuri Baskakov | Asistencia: 100 espectadores Árbitro(s): Yuri Baskakov |

| 27 de enero de 1998 | Irtysh Pavlodar                                    | 4 – 2 | Dinamo Bishkek    | Spartak Manege, Moscú                                     |                                                           |
|                     | Kucheryavykh 13' 67' · Kitsak 36' · Kalabukhin 40' |       | Mirzaliev 23' 81' | Asistencia: 125 espectadores Árbitro(s): Tamaz Latsabidze | Asistencia: 125 espectadores Árbitro(s): Tamaz Latsabidze |

| 27 de enero de 1998 | Dinamo Tbilisi | 0 – 2 | Skonto Riga                       | CSKA Palace of Sports, Moscú                               |                                                            |
|                     |                |       | Štolcers 6' · Solovyov 77' (pen.) | Asistencia: 2,500 espectadores Árbitro(s): Serhiy Tatulian | Asistencia: 2,500 espectadores Árbitro(s): Serhiy Tatulian |

## Fase Final

### Cuartos de final
| 28 de enero de 1998 | Dynamo Kiev | 1 – 0 | Dinamo Tbilisi | CSKA Palace of Sports, Moscú                              |                                                           |
|                     | Husin 3'    |       |                | Asistencia: 4,000 espectadores Árbitro(s): Oleg Timofejev | Asistencia: 4,000 espectadores Árbitro(s): Oleg Timofejev |

| 28 de enero de 1998 | Köpetdag Aşgabat                                                                                | 7 – 1 | Dinamo Minsk  | Spartak Manege, Moscú                                  |                                                        |
|                     | Ç.Muhadow 15' 70' · R.Muhadow 44' · Broshin 71' · Magdiýew 81' · Durdyýew 85' · Khachatryan 89' |       | Kavalchuk 60' | Asistencia: 400 espectadores Árbitro(s): Yuri Baskakov | Asistencia: 400 espectadores Árbitro(s): Yuri Baskakov |

| 28 de enero de 1998 | Spartak Moscú                             | 3 – 0 | Kareda Šiauliai | CSKA Palace of Sports, Moscú                               |                                                            |
|                     | Titov 57' · Tikhonov 83' · Kanishchev 90' |       |                 | Asistencia: 4,000 espectadores Árbitro(s): Khagani Mamedov | Asistencia: 4,000 espectadores Árbitro(s): Khagani Mamedov |

| 28 de enero de 1998 | Skonto Riga                             | 3 – 2 | Kapaz Ganja                        | Spartak Manege, Moscú                                     |                                                           |
|                     | Miholaps 3' · Štolcers 31' · Pahars 56' |       | Kvaratskhelia 43' · Süleymanov 48' | Asistencia: 300 espectadores Árbitro(s): Sergei Khusainov | Asistencia: 300 espectadores Árbitro(s): Sergei Khusainov |

### Semifinales
| 30 de enero de 1998 | Dynamo Kiev                                                                                   | 5 – 0 | Köpetdag Aşgabat | CSKA Palace of Sports, Moscú                              |                                                           |
|                     | Gerasimenko 10' · Shevchenko 15' · Byalkevich 24' · Kurbanmämmedow 55' (a.g.) · Dmytrulin 59' |       |                  | Asistencia: 4,000 espectadores Árbitro(s): Andrei Butenko | Asistencia: 4,000 espectadores Árbitro(s): Andrei Butenko |

| 30 de enero de 1998 | Spartak Moscú          | 2 – 1 | Skonto Riga  | CSKA Palace of Sports, Moscú                               |                                                            |
|                     | Shirko 21' · Titov 84' |       | Štolcers 34' | Asistencia: 4,500 espectadores Árbitro(s): Andrei Iacovlev | Asistencia: 4,500 espectadores Árbitro(s): Andrei Iacovlev |

### Final
| 1 de febrero de 1998 | Dynamo Kiev | 1 – 0 | Spartak Moscú | CSKA Palace of Sports, Moscú                               |                                                            |
|                      | Kaladze 46' |       |               | Asistencia: 4,500 espectadores Árbitro(s): Slavik Kazaryan | Asistencia: 4,500 espectadores Árbitro(s): Slavik Kazaryan |

## Campeón
| Copa de la CEI 1998      |
| ------------------------ |
| Bandera de Ucrania       |
| FC Dynamo Kyiv 3º Título |

## Máximos goleadores
| # | Futbolista          | Equipo        | Goles |
| - | ------------------- | ------------- | ----- |
| 1 | Anatoli Kanishchev  | Spartak Moscú | 9     |
| 2 | Valery Kechinov     | Spartak Moscú | 6     |
| 3 | Yegor Titov         | Spartak Moscú | 5     |
| 3 | Luis Robson         | Spartak Moscú | 5     |
| 3 | Andrejs Štolcers    | Skonto Riga   | 5     |
| 6 | Badri Kvaratskhelia | Kapaz Ganja   | 4     |
| 6 | Marians Pahars      | Skonto Riga   | 4     |